# Cabeza de caballo sasánida de Kerman

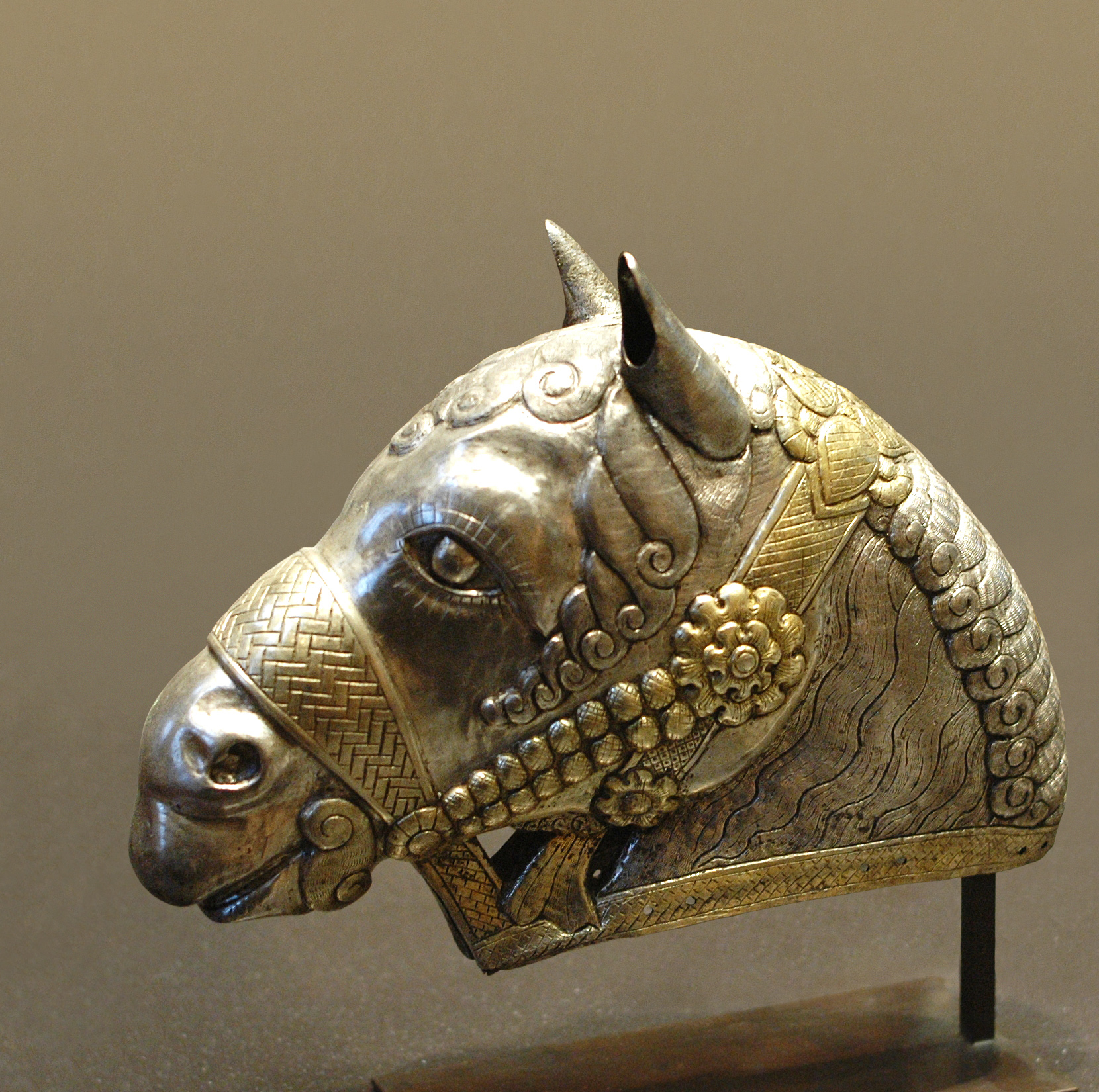
Imagen de la pieza sasánida del Museo del Louvre.

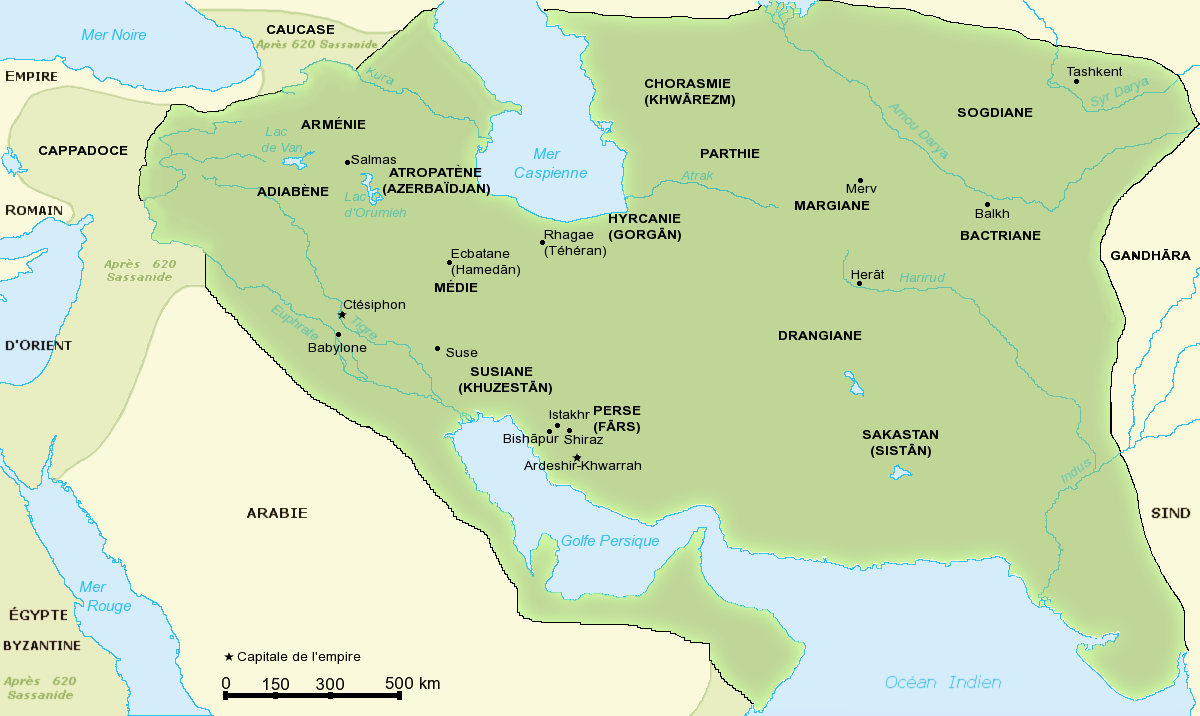
Mapa que detalla la extensión del Imperio sasánida.

La cabeza de caballo sasánida de Kerman es una pieza de plata dorada elaborada en el siglo IV d. C. por los orfebres del imperio sasánida (en persa medio, Erānshahr o Iranshæhr, "Dominios de los iranios" en español, nombre que recibe el segundo Imperio persa durante su cuarta dinastía irania (226-651) y que fue fundada por Ardacher I tras derrocar al último rey arsácida, Artabán IV de Partia, y terminó cuando el último shahanshah (Rey de reyes) sasánida Yazdgerd III (632-651).

## Descubrimiento
La Cabeza sasánida fue hallada en los alrededores de la localidad de Kermán, situada en Irán. 

## Características
- Material: plata dorada.

## Simbología y conservación
La pieza se expone forma permanente en el Museo del Louvre, de París (Francia), desde que fue adquirida por el mismo en el año 1953.